# Tigers FC
El Tigers FC, llamado Azam Tigers FC por razones de patrocinio, es un equipo de fútbol de Malaui que milita en la Super Liga de Malaui, la liga de fútbol más importante del país.

## Historia
Fue fundado en el año 1980 en la ciudad de Blantyre con el nombre ADMARC Tigers, y en solo dos años de existencia consiguieron su primer título, la Liga del Distrito de Blantyre en 1982, así como su primer título de liga ese mismo año, aunque en esos años el fútbol de Malaui no fue profesional hasta 1986. Han ganado 5 títulos de copa local en su historia.
A nivel internacional han participado en un torneo continental, la Copa Africana de Clubes Campeones 1984, en la cual abandonaron el torneo en la primera ronda cuando iban a enfrentarse al SC Kiyovu Sport de Ruanda.

## Palmarés
- Super Liga de Malaui: 1

1982
- Liga del Distrito de Blantyre: 1

1982
- Copa de Malaui: 1

2009
- Copa Chibuku: 2

1985, 1988
- Copa Kamuzu: 1

1990
- Copa Desafío 555: 1

1984
- Copa CECAFA: 0
  - Finalista: 1

1983

## Participación en competiciones de la CAF
- Copa Africana de Clubes Campeones: 1 aparición

1984 - abandonó en la Primera ronda